# Volo Aeroflot 1492
Il volo Aeroflot 1492 è stato un volo di linea tra l'aeroporto di Mosca-Šeremet'evo e l'aeroporto di Murmansk, in Russia. Il 5 maggio 2019, il Sukhoi Superjet 100 che effettuava il volo è stato colpito da un fulmine poco dopo il decollo e a causa dell'avaria di alcune strumentazioni elettroniche ha dovuto effettuare un atterraggio di emergenza a Šeremét'evo durante il quale il carrello di atterraggio principale è collassato, causando un vasto incendio nella parte posteriore della fusoliera. Solamente 37 delle 78 persone a bordo sono sopravvissute all'incidente. 41 persone invece hanno perso la vita.

## L'aereo
Il velivolo coinvolto nell'incidente era un Sukhoi Superjet 100 avente codice di registrazione RA-89098. Costruito nel 2017, il velivolo era stato consegnato ad Aeroflot nel settembre dello stesso anno. La stessa tipologia di aereo era già stata coinvolta in un incidente nel 2012, causato da errore umano.

## Passeggeri ed equipaggio
A bordo dell'aereo c'erano 5 membri dell'equipaggio e 73 passeggeri. L'equipaggio era composto dal comandante, dal primo ufficiale e da tre membri dell'equipaggio di cabina. Il comandante, Denis Yevdokimov, 42 anni, era in possesso di una licenza di pilota di linea da trasporto e aveva 6 844 ore di volo, di cui 1 570 sul Superjet. In precedenza aveva pilotato l'Ilyushin Il-76 e una serie di aerei più piccoli per l'FSB (2 320 ore di volo) e il Boeing 737 per Transaero (2 022 ore di volo). Era alle dipendenze di Aeroflot e nel 2016 era passato all'SSJ-100. Il primo ufficiale Maksim Kuznetsov, 36 anni, è entrato in Aeroflot nel 2017 e possedeva una licenza di pilota commerciale e aveva 773 ore di volo, di cui 623 sul Superjet.
Quaranta passeggeri e un assistente di volo (Maksim Moiseev, 21 anni) seduti nella parte posteriore dell'aereo sono rimasti uccisi. Quaranta delle vittime erano russe e una cittadina statunitense, e ventisei risiedevano nell'Oblast' di Murmansk, tra cui una bambina di 12 anni. Un membro dell'equipaggio e due passeggeri hanno riportato ferite gravi, e tre membri dell'equipaggio e quattro passeggeri ferite minori. I restanti 27 passeggeri sono rimasti illesi.

## L'incidente
Il volo 1492 è decollato dall'aeroporto di Mosca-Šeremet'evo per fare rotta verso l'aeroporto di Murmansk alle 18:04 ora locale. Quando ha raggiunto quota 2 100 metri (6 900 ft) ha attraversato una serie di cumulonembi ed è stato colpito da un fulmine che ha causato l'avaria del pilota automatico e della radio. I piloti hanno arrestato la salita una volta giunti a livello di volo 100 (10 000 piedi (3 000 m)) ed hanno invertito la rotta iniziando l'avvicinamento alla pista 24. Il transponder code è stato prima impostato su 7600 (guasto alla radio) e solamente poco prima dell'atterraggio su 7700 (emergenza).
Il velivolo ha toccato la pista ed è rimbalzato tre volte prima del cedimento del carrello principale che ha sfondato i serbatoi del carburante causando un incendio che ha investito le semiali, la parte posteriore della fusoliera e l'impennaggio. L'aereo ha cominciato a slittare verso sinistra ed ha finito la sua corsa su di un prato all'intersezione di due vie di rullaggio.
L'evacuazione è avvenuta attraverso gli scivoli dei portelloni anteriori in quanto la parte posteriore del velivolo era avvolta dalle fiamme, spente dai vigili del fuoco solo dopo 45 minuti. Secondo alcuni dei sopravvissuti l'evacuazione sarebbe stata ostacolata da alcuni passeggeri che hanno perso tempo per recuperare i loro bagagli nelle cappelliere, fatto confermato anche dalle riprese delle telecamere a circuito chiuso dell'aeroporto. Delle 78 persone a bordo sono sopravvissuti in 37, 40 passeggeri ed un membro dell'equipaggio hanno invece perso la vita.

## Le indagini
Le indagini sono state affidate all'Interstate Aviation Committee (IAC). Il 6 maggio 2019, il portavoce dello IAC ha affermato che entrambe le scatole nere erano state recuperate: il Cockpit Voice Recorder era in buone condizioni mentre il Flight Data Recorder era stato danneggiato dalle alte temperature dell'incendio. Secondo quanto diffuso dalla BBC, gli investigatori stavano considerando l'ipotesi di un errore commesso dal pilota durante l'atterraggio.
Il 30 maggio, TASS ha riferito che l'esperto dell'IAC Vladimir Kofman stava partecipando al forum sulla sicurezza dei trasporti, dove ha affermato che il disastro è avvenuto a causa dei duri touchdown. Il suo commento ha suscitato una forte risposta da parte di Aeroflot, e l'IAC ha rilasciato un comunicato stampa in sei punti prendendo le distanze da Kofman. L'IAC ha dichiarato che avrebbe condotto un'indagine interna e che Kofman non faceva parte del team e ha chiesto ai media di fornire prove audio o video di dichiarazioni pubbliche fatte da Kofman. L'IAC ha affermato di aver continuato ad analizzare i dati relativi all'incidente e che si stavano preparando per la pubblicazione del rapporto preliminare del 5 giugno, concludendo "a questo proposito, né IAC né altre persone attualmente non possono avere informazioni affidabili sull'istituzione dalla squadra investigativa sulle cause dell'incidente".

### Interim report
Il 14 giugno l'IAC ha pubblicato un interim report, che presenta una ricostruzione dettagliata dell'incidente, ma nel quale non vengono tratte conclusioni. I piloti non hanno richiesto al controllo del traffico aereo di deviare per evitare tempesta. Tuttavia, sono entrati nel secondo segmento della partenza iniziando una virata verso destra prima di quanto prescritto. Il pilota ha avuto difficoltà a mantenere l'altitudine manualmente, innescando più allarmi nel cockpit. L'equipaggio ha omesso di eseguire il briefing e le checklist per l'avvicinamento, e non ha impostato l'altitudine per un'eventuale riattaccata. L'aeromobile è sceso al di sotto del sentiero di discesa previsto di 82 metri (269 ft); in risposta, il pilota ai comandi ha aumentato la spinta dei motori, e l'aeromobile ha accelerato fino a 15 nodi (28 km/h) al di sopra della velocità di avvicinamento prevista. Durante l'atterraggio, gli input del sidestick erano "di carattere brusco e intermittente". Il rapporto ha anche osservato che i piloti hanno ignorato un avvertimento di wind shear che avrebbe richiesto una riattaccata. Gli investigatori hanno trovato tracce di fulmini su antenne, vari sensori, luci e sul parabrezza della cabina di pilotaggio. Hanno riesaminato anche il design del carrello di atterraggio e hanno confermato che soddisfaceva i requisiti di certificazione. Il rapporto citava un materiale fornito da Sukhoi che sosteneva che i requisiti di certificazione contemporanei non prendevano in considerazione l'effetto di "impatti secondari della cellula sul terreno dopo il collasso del carrello di atterraggio". La relazione non ha esaminato i fattori di sopravvivenza dell'incidente.
Nel maggio del 2022, in occasione del terzo anniversario dell'incidente, la IAC ha comunicato che prevedeva di pubblicare a breve la bozza del rapporto finale. Sono stati esaminati diversi sistemi dell'aeromobile; alcuni dati decriptati delle unità antincendio Curtiss-Wright non sono a disposizione degli investigatori per questioni di proprietà intellettuale.

## Conseguenze
Il 6 maggio 2019 Aeroflot ha annunciato che avrebbe risarcito i passeggeri sopravvissuti e le famiglie delle vittime: un milione di rubli (circa 14000 euro) sarebbero stati corrisposti ai passeggeri che non avevano riportato ferite, due milioni di rubli (circa 28000 euro) ai passeggeri che erano stati ricoverati in ospedale e cinque milioni di rubli (circa 70000 euro) alle famiglie delle vittime.
Il 5 maggio il ministro dei Trasporti russo Yevgeny Ditrikh ha dichiarato che il Superjet 100 non sarebbe stato messo a terra in quanto non vi era alcun segno evidente di un difetto di progettazione.  Sempre il 5 maggio è stata creata una petizione chiamata Ground Superjet 100 e all'8 maggio era già stata firmata da 140.000 persone: in merito il capo dell'ufficio stampa del Cremlino Dmitrij Peskov ha commentato che la decisione dovrebbe essere presa dalle "autorità competenti per l'aviazione" e non da cittadini che "firmano petizioni su siti internet".
Il 13 maggio il quotidiano economico Kommersant ha scritto che nella settimana successiva all'incidente Aeroflot aveva cancellato circa 50 voli che avrebbero dovuto essere effettuati dal Superjet 100 attribuendo la decisione a non precisate "misure di sicurezza" adottate dalla compagnia dopo l'incidente.